# Lodalskåpa
Il Lodalskåpa è una montagna della Norvegia appartenente alla catena del Jostedalsbreen, nei Monti Scandinavi. È alto 2083 m s.l.m. e si trova nei comuni di Luster e Stryn, nella contea di Vestland.

## Nome

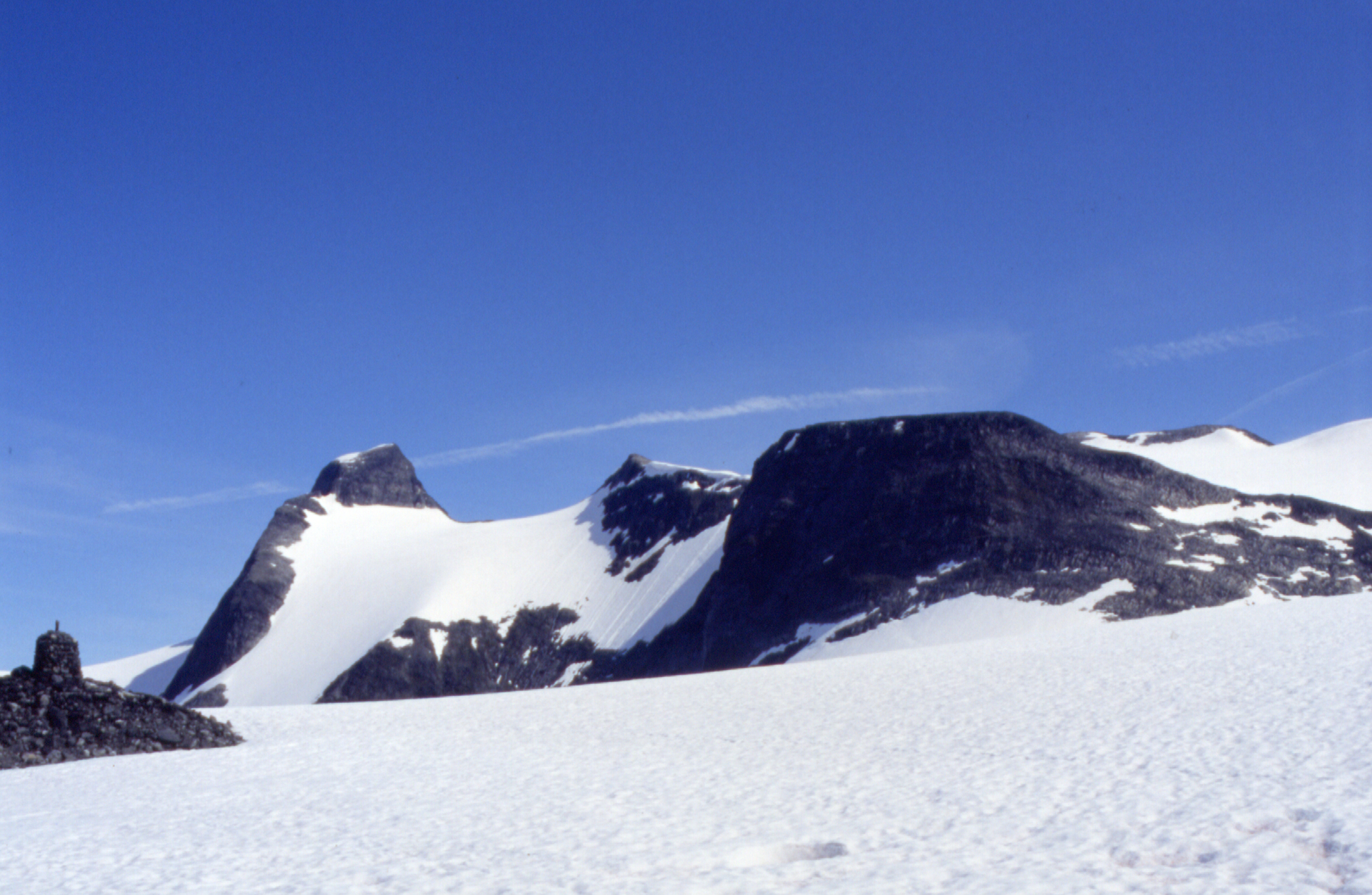
La cima del Lodalskåpa vista da ovest.

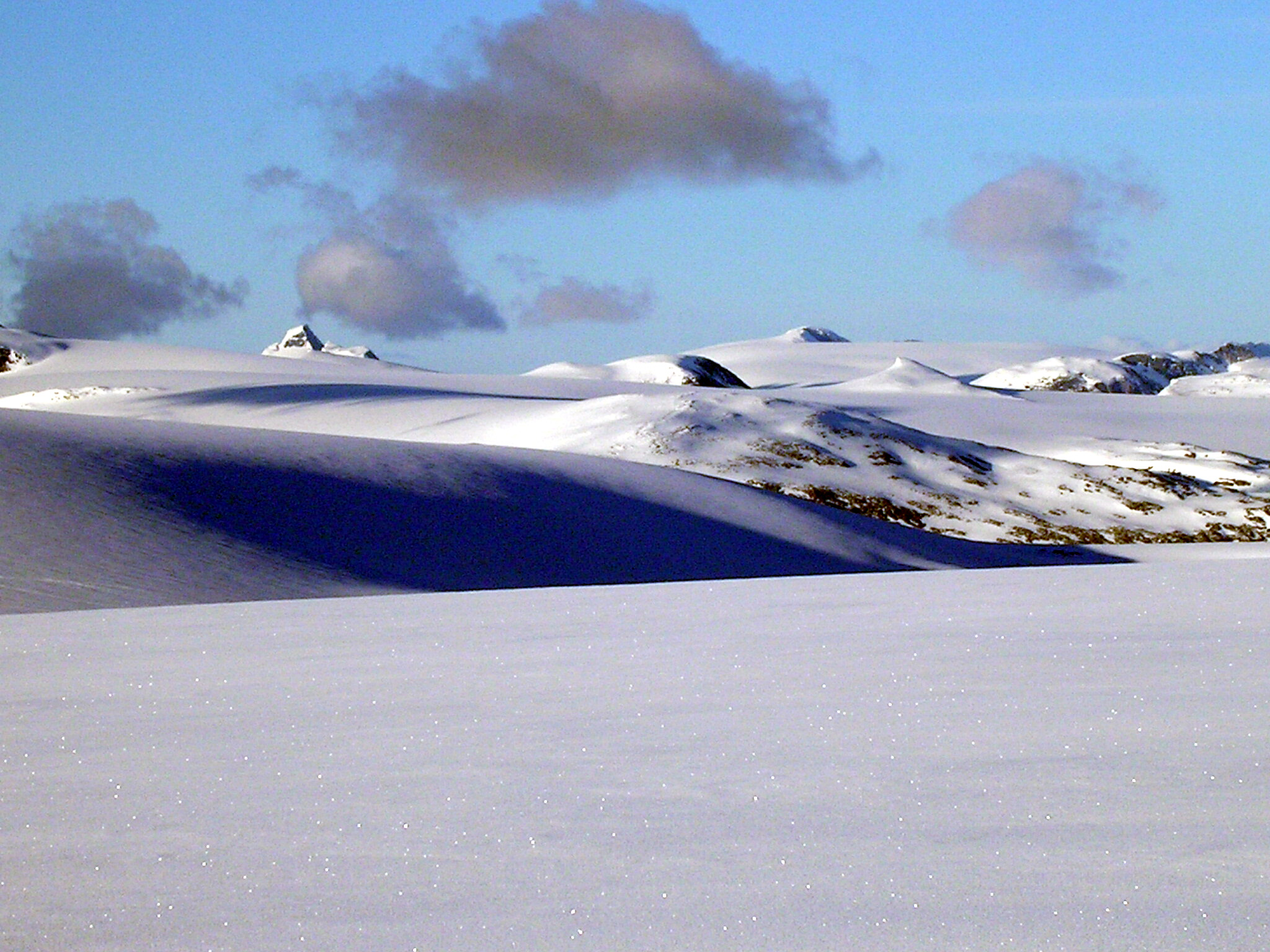
Una panoramica dal ghiacciaio Myklebustbreen: il Lodalskåpa si trova a sinistra; a destra il Brenibba.

La prima parte del nome è la forma genitiva del nome della valle Lodalen; mentre la seconda parte è la forma finita della parola kåpe che significa "cappotto" (usato metaforicamente ad indicare il ghiacciaio che avvolge la montagna). Il nome della valle Lodalen, a sua volta, è composto da lo che significa "prato" e dalla forma finita di dal che significa "valle".

## Localizzazione
La montagna è un nunatak che si erge dal ghiacciaio Jostedalsbreen, nel parco nazionale Jostedalsbreen. La cima si trova a 3 km a nord del monte Brenibba e a 15 km a nord-est del monte Høgste Breakulen. I laghi Austdalsvatnet e Styggevatnet si trovano a circa 10 km a est.
La prima ascensione fu compiuta da Gottfried Bohr nel 1820, sebbene la veridicità dell'impresa non sia mai stata accertata; la prima ascensione di cui si hanno documenti certi è quella di Gabriel Rustøy nel 1844. La via più facile per la vetta parte dal villaggio di Bødalen nel comune di Stryn; si segue poi per il monte Brattebakken fino al ghiacciaio Bohrsbreen. Quindi si prosegue attorno al lato meridionale della vetta per poi attaccare la cima.
Il clima nella zona del Lodalskåpa è quello tipico della tundra. La temperatura media annua è di -8 °C; il mese più caldo è agosto con 4 °C, mentre il mese più freddo è febbraio, -15 °C.